# Georg Leyh
Georg Leyh (* 6. Juni 1877 in Ansbach; † 19. Juni 1968 in Tübingen) war ein deutscher Bibliothekar und Bibliothekswissenschaftler.

## Leben
Nach dem Abitur am Gymnasium Carolinum (Ansbach) studierte Leyh ab 1896 an der Ludwig-Maximilians-Universität München, der Kaiser-Wilhelms-Universität Straßburg und der Eberhard Karls Universität Tübingen Philologie und Geschichte. Er wurde 1903 in Tübingen mit einer Arbeit über die Novellen Gottfried Kellers bei Hermann Fischer zum Dr. phil. promoviert. 1904 trat er als wissenschaftlicher Hilfsarbeiter an der Kaiser-Wilhelm-Bibliothek Posen in den Bibliotheksdienst ein. Er war in den folgenden Jahren an der  Universitätsbibliothek Göttingen (1906/07), Universitätsbibliothek Königsberg (1907), Universitätsbibliothek der Humboldt-Universität zu Berlin (1907–1909) und wiederum Göttingen (1909–1913) tätig. 1908–1910 war er kommissarischer Leiter der Bibliothek des Preußischen Historischen Instituts in Rom. 1913 ging Leyh an die Königliche Bibliothek Berlin, 1915 als Oberbibliothekar an die Universitätsbibliothek Breslau. Von 1914 bis 1917 leistete er Militärdienst im Ersten Weltkrieg. In der Zeit lehnte er eine Berufung als Direktor an die Deutsche Bücherei ab, da diese seiner Meinung nach nicht den Rang einer wissenschaftlichen Bibliothek besaß. 1920 wurde Leyh Direktor der Universitätsbibliothek Halle, 1921 der Universitätsbibliothek Tübingen, wo er bis zu seiner Pensionierung 1947 blieb. Er war ein scharfer Kritiker der Deutschen Bücherei und hatte sich beispielsweise gegen die „Pedanterie und den Vollständigkeitswahn“ der Nationalbibliographie ausgesprochen. Eine Rückkehr an die Berliner Staatsbibliothek als Erster Direktor und Nachfolger von Emil Jacobs scheiterte 1934 vermutlich aus politischen Gründen.
Töchter: Uta Leyh (15. Juni 1921 – 24. Oktober 1999), Bibliothekarin; Frowine Leyh-Griesser (23. Dezember 1927 – 7. November 2009), Ärztin/Professorin für Dermatologie und Venerologie an der Universität Lübeck.

## Leistungen
Leyh gilt als eine der bestimmenden Personen des deutschen Bibliothekswesens in der Zeit zwischen den beiden Weltkriegen. 1912 plädierte er in einem grundlegenden Aufsatz Das Dogma von der systematischen Aufstellung aus Gründen der Raumersparnis für die „mechanische“, nicht nach Themen geordnete Aufstellung von Büchern in Bibliotheksmagazinen, die in den folgenden Jahrzehnten von den meisten wissenschaftlichen Bibliotheken in Deutschland übernommen wurde. Daneben veröffentlichte er zahlreiche Arbeiten zu weiteren Fragen des Bibliothekswesens (etwa Bibliotheksorganisation oder Bibliotheksbau), gestützt auch auf seine Erfahrungen in der Universitätsbibliothek Tübingen.
Daneben war Leyh vor allem auf dem Gebiet der Bibliotheksgeschichte publizistisch tätig. Er war Herausgeber der 2. Auflage des Handbuchs der Bibliothekswissenschaft, nachdem er bei der 1. Auflage bereits Mitherausgeber von Fritz Milkau gewesen war. Von 1922 bis 1944 gab er das Zentralblatt für Bibliothekswesen heraus. An der Universität Tübingen war er seit 1928 Honorarprofessor für Bibliothekswissenschaft. Leyh vertrat das klassische Berufsbild des (geistes-)wissenschaftlich gebildeten Bibliothekars und lehnte eine Konzentration auf eine reine Verwaltungsarbeit im Bibliothekswesen ab.
Leyh war von 1935 bis 1937 Vorsitzender des Vereins Deutscher Bibliothekare (VDB). Er versuchte die Eigenständigkeit des nationalsozialistisch gleichgeschalteten Berufsverbandes zu bewahren, musste aber 1937 zurücktreten. 1951 wurde er Ehrenmitglied des VDB. Er war ferner seit 1920 Mitglied des Bibliotheksausschusses der Notgemeinschaft der deutschen Wissenschaft/Deutschen Forschungsgemeinschaft.
Nach 1945 trat Leyh trotz der zunehmenden politischen Spaltung für die Einheit des deutschen Bibliothekswesens ein und lehnte etwa die Gründung der Deutschen Bibliothek und eine westdeutsche Konkurrenz zum Zentralblatt für Bibliothekswesen ab. 1954 nahm er den Nationalpreis der DDR an. Später kritisierte er allerdings politisch beeinflusste Entwicklungen im Bibliothekswesen der DDR.

## Schriften (Auswahl)
Bibliographie in: Viktor Burr (Hrsg.): Georg Leyh. Verzeichnis seiner Schriften. Wiesbaden 1957.
- Das Dogma von der systematischen Aufstellung. In: Zentralblatt für Bibliothekswesen, Bd. 29 (1912), S. 241–259; 30 (1913), S. 97–136.
- Die wissenschaftliche Stadtbibliothek. Mohr, Tübingen 1929.
- Die Camera della Segnatura – ein Bibliotheksraum? In: Albert Hartmann (Hrsg.): Festschrift für Georg Leidinger, zum 60. Geburtstag am 30. Dez. 1930. Schmidt, München 1930, S. 171–178.
- Schinkels Entwurf für einen Neubau der Königlichen Bibliothek in Berlin. In: Zentralblatt für Bibliothekswesen, Bd. 48 (1931), S. 113–119.
- Kulturabbau und wissenschaftliche Bibliotheken. In: Zentralblatt für Bibliothekswesen, Bd. 49 (1932), S. 379–402.
- Randbemerkungen zu einem Bildniskatalog. In: Zentralblatt für Bibliothekswesen, Bd. 57 (1940), S. 111–127.
- Grundsätzliches aus der Geschichte der Bibliotheken. In: Zentralblatt für Bibliothekswesen, Bd. 57 (1940), S. 337–351.
- Die deutschen wissenschaftlichen Bibliotheken nach dem Krieg. Mohr, Tübingen 1947.
- Die Bildung des Bibliothekars. Munksgaard, Kopenhagen 1952.
- mit Fritz Milkau (Hrsg.): Handbuch der Bibliothekswissenschaft, 7 Bde. 1931 ff.; 2. vermehrte und verbesserte Auflage, Harrassowitz, Wiesbaden 1952–1965.